# Cuphea cardonae
Cuphea cardonae är en fackelblomsväxtart som beskrevs av A. Lourteig. Cuphea cardonae ingår i släktet blossblommor, och familjen fackelblomsväxter. Inga underarter finns listade i Catalogue of Life.